# John Broadus Watson
John Broadus Watson (Travelers Rest, 9 januari 1878 - New York, 25 september 1958) was een Amerikaans psycholoog en wordt vaak beschouwd als de stichter van de psychologische school van het behaviorisme.

## Privé-leven
John Watson werd geboren in Travelers Rest, een arm dorp in South Carolina. Toen hij 12 jaar was, vertrok zijn vader en liet zijn familie in de steek. Zijn moeder verhuisde toen met haar gezin naar Greenville met de hoop op een beter leven. Zijn moeder was erg religieus en met behulp van de kerk kon John Watson in 1894 beginnen studeren aan de Furman University, een kleine baptistische universiteit in Greenville.
In 1904 trouwde hij met Mary Ickes, de zuster van de Amerikaanse politicus Harold L. Ickes. Deze laatste was tegen het huwelijk gekant. Ze kregen een dochter Mary. Intussen bleef Watson werken aan de Johns Hopkins universiteit. Wanneer de Verenigde Staten in 1917 actief betrokken werden bij de Eerste Wereldoorlog, ging Watson ongeveer een jaar aan de slag bij het Committee on Classification of Personnel in the Army, met name in het "Signal Corps". In augustus 1917 werd hij bevorderd tot majoor.
In 1920 eindigde zijn academische carrière omdat hij een relatie had met Rosalie Rayner, een van zijn studentes, met wie hij later ook trouwde. Enkele maanden na zijn ontslag aan de universiteit zette zijn vrouw de echtscheiding in gang. Eind december 1920 was de echtscheiding voltooid en kort daarna, op 31 december 1920, trouwde John Watson met Rosalie Rayner. Ze waren volledig berooid: omdat de ouders van Rayner gekant waren tegen het huwelijk, kreeg ze niets en Watson had alles afgestaan aan zijn ex-vrouw. Kort nadien stapte Watson in de reclamewereld, waar hem roem en geld wachtten. Watson en Rayner kregen twee kinderen: de zonen William (1921) en James (1924). De namen zouden verwijzen naar de bekende Amerikaanse pionier-psycholoog William James, van wie Watson een groot bewonderaar was.
Watson correspondeerde uitgebreid met Bertrand Russell, die het eens was met heel wat ideeën van Watson, maar niet met zijn ontkennen van het belang van verbeelding en andere innerlijke gebeurtenissen.
In 1935 stierf Rosalie Rayner op 37-jarige leeftijd aan dysenterie. Dit verlies trof hem diep en zou hem blijven tekenen. In 1954 pleegde dan zijn zoon William zelfmoord. Zijn andere zoon, James, deed eveneens een zelfmoordpoging. Zijn dochter Mary deed er meerdere.
Hij stierf op 25 september 1958 in het Johns Hopkins Hospital in Baltimore. Een van zijn kleinkinderen is de Amerikaanse actrice Mariette Hartley (een dochter van Mary Watson). Deze had zelf psychische problemen en schreef die toe aan de opvoedingsmethoden die John Watson bij zijn kinderen gebruikte.

## Studies en werk

### Studies en doctoraat
In 1900 behaalde Watson een master-diploma aan de Furman University. In 1900 trok hij naar Universiteit van Chicago om filosofie te studeren - psychologie was er toen nog geen afzonderlijke opleiding. Hij volgde er onder meer filosofie bij John Dewey en biologie en fysiologie bij Jacques Loeb. Drie jaar later behaalde hij er zijn doctoraat en was meteen de jongste student die ooit een doctoraat had behaald aan die universiteit. Zijn doctoraatsthesis had als titel: The psychic development of the white rat correlated with the growth of its nervous system en werd later uitgegeven onder de titel Animal education. Watson toonde er in aan dat ratten konden leren - "associaties vormen en onthouden" - op een bijna vergelijkbare wijze als honden, katten en apen. In die tijd waren verschillende wetenschappers er nog van overtuigd dat ratten niet konden leren. Watson deed ook hersenonderzoek: hij dissecteerde 23 ratten met een leeftijd tussen 2 uur en 42 dagen en een volwassen rat, waarbij hij nauwgezet de ontwikkeling van het brein beschreef. Nadien bleef hij er nog tot 1908 als lesgever en assistent van James Rowland Angell. Deze was hoofd van het departement psychologie en co-promotor van zijn doctoraat. Intussen verrichtte hij samen met Harvey Carr gedurende 18 maanden onderzoek bij ratten in doolhoven. Dit leidde tot twee publicaties, waarvan het bekendste uit 1908 stamt en het zogenaamde kerplunk-experiment, zo genoemd naar het geluid dat de ratten maakten wanneer ze op een hindernis botsten.

### Academisch werk
In 1908 werd Watson benoemd tot assistent-professor in de experimentele en vergelijkende psychologie aan de Johns Hopkins-universiteit in Baltimore (Maryland). Daar bleef hij tot 1920. Zijn bekendste en belangrijkste werken werden in die periode geschreven.
Reeds in 1907 hadden John Watson en Robert Yerkes van de American Psychological Association de opdracht gekregen om een standaardprocedure te ontwikkelen om het kleurenzicht van dieren te testen. Watson zette dit onderzoek verder aan Johns Hopkins. Dit leidde tot enkele publicaties, waaronder een samen met Yerkes. In 1911 en 1912 werkte zijn eerste vrouw, Mary Ickes Watson, mee aan onderzoek over de visuele discriminatie bij ratten en konijnen, waarover in 1913 een artikel verscheen.
Voor zijn behavioristische doorbraak deed Watson nog meer dieronderzoek en was hiermee de voorloper van de ethologie. Op de Dry Tortugas-eilanden bestudeerde hij gedurende de zomers van 1907, 1910 en 1913 het gedrag van de noddy en de bonte stern. De laatste zomer werkte hij er samen met Karl Lashley. In totaal publiceerde Watson acht artikels over dit onderzoek. Lang voor Konrad Lorenz beschreef hij er al het verschijnsel "imprinting" bij vogels: hij ontdekte dat jonge bonte sterns gehecht raakten aan hem en hem volgden, in tegenstelling tot jonge noddy's.
In 1913 publiceerde hij het manifest "Psychology as the behaviorist views it". Hierin stelde hij dat psychologie 'de wetenschap van het gedrag' moest worden. Dit wordt als beginpunt van het behaviorisme gezien.
Tot dan had Watson enkel gewerkt met dieren omdat het voorspellen en controleren van gedrag daarbij het gemakkelijkste was. Gedragsonderzoek bij mensen leek het eenvoudigst bij kinderen. In april 1916 begon Watson gedragsonderzoek bij kinderen in een laboratorium in de Henry Phipps Psychiatric Clinic (onderdeel van het Johns Hopkins-ziekenhuis). Het laboratorium werd speciaal voor dit doel opgericht door de psychiater Adolf Meyer. Onder invloed van Meyer had Watson reeds vroeger interesse gekregen voor de psychoanalyse. Vanuit deze interesse schreef John Watson reeds in 1912 een bijdrage over psychoanalyse, die hij een "new cult" noemde. Hij had vooral kritiek op de gebrekkige methodologische onderbouw ervan en wilde een aantal begrippen verklaren via toen meer eigentijdse termen zoals "habit". In 1916 publiceerde hij twee artikels over de theorie van Sigmund Freud over neurose en onvervulde verlangens. Nadien ging hij de begrippen verklaren in conditioneringstermen. Overdracht (Watson schreef regelmatig "Uebertragung") beschouwde hij als een geconditioneerde emotionele reactie. Het Little-Albert-experiment (zie onder "Emotie-onderzoek") was opgezet als een test van zijn hypothese. Hij wilde de theorie van Freud hiermee uitbreiden van alleen seksuele overdracht naar angst.
Watson was eveneens een pionier in de gedragsfarmacologie: samen met Edward Thorndike begon hij onderzoek rond de gedragseffecten van alcohol. In 1920 werd het universitaire salaris van Watson met vijftig procent verhoogd. Watson was toen een zeer bekend onderzoeker geworden en de rector, Frank Johnson Goodnow, had schrik om hem te verliezen aan een andere universiteit. Doch datzelfde jaar moest Watson stoppen aan de universiteit omwille van zijn relatie met zijn studente Rosalie Rayner.

### Bedrijfswereld
Nog tijdens zijn academische periode deed Watson al consulentenwerk voor verschillende bedrijven. In 1915 had het reclamebedrijf J. Walter Thompson een onderzoeksafdeling opgericht. Watson werd er ingehuurd als onderzoeker om de marketing meer op wetenschappelijke leest te schoeien. In 1916 werkte hij onder meer voor Baltimore and Ohio Railroad en een verzekeringsmaatschappij. In 1920, nog voor zijn ontslag bij Johns Hopkins, richtte Watson samen met een arts de "Industrial Service Corporation" op, een bedrijf dat zich richtte op personeelsselectie en -management. Binnen Johns Hopkins startte hij een programma om studenten voor te bereiden om te werken als industriële psychologen. Zijn industriële interesses dateerden dus reeds duidelijk van voor zijn ontslag.
Na zijn ontslag aan de universiteit in 1920 ging John Watson werken bij J. Walter Thompson, waar hij aangetrokken werd door Stanley B. Resor. Hij moest er beginnen als deur- aan deur enquêteur naar het aankopen van rubberen laarzen. Alle medewerkers moesten ervaringen aan de basis opdoen. Dankzij zijn sterke, innovatieve ideeën schopte hij snel tot vicepresident van het bedrijf (1925). Hij leverde belangrijke bijdragen in verband met personeelsselectie, marketing en publiciteitscampagnes. Hierbij werkte hij veel met klassieke conditionering van emoties, onder meer via foto's van mooie vrouwen en het betrekken van bekende figuren en rechtstreekse getuigenissen van gebruikers. Zo werkte hij aan campagnes voor Pond's gezichtscrème en Lucky Strike-sigaretten. Via een campagne voor Maxwell House-koffie zou hij bijgedragen hebben aan de populariteit van een koffiepauze ("coffee break").
Watson bleef echter geïnteresseerd in psychologie en bleef lezingen geven, onderzoek begeleiden en publiceren. Zo was hij betrokken bij babyonderzoek. Hiertoe paste hij strikt behavioristische leerprincipes toe op zijn 2 zoontjes.
Na het overlijden van zijn vrouw in 1935 vertrok hij bij J. Walter Thompson en ging aan de slag bij de William Esty Company, waar hij bleef werken tot zijn pensioen in 1945.

## Behaviorisme
Met zijn behaviorisme legde Watson de nadruk op het uiterlijk, observeerbaar gedrag en reacties van mensen op gegeven situaties, in plaats van op de innerlijke, mentale staat waarin die mensen verkeren. Hij vond dat analyse van gedragingen en reacties de enige objectieve manier is om inzicht te verkrijgen in het menselijk doen en laten. Hiermee kantte hij zich tegen de methode van introspectie. In Psychology as the behaviorist views it zette hij zich af tegen de introspectieve psychologie zoals het structuralisme van Edward B. Titchener, maar ook tegen het functionalisme van zijn leermeester James Rowland Angell. Psychologie was voor hem een natuurwetenschap. Het doel van de psychologie was voor Watson het voorspellen en controleren van het gedrag van organismen, in tegenstelling tot het vroegere analyseren van het bewustzijn.
Watson kwam omstreeks ook in aanraking met de conditioneringsonderzoeken van Vladimir Bechterev, een aanhanger van de reflexleer en met de klassieke conditionering van Ivan Pavlov. De onderzoeken van Pavlov werden pas in 1909 in Amerika geïntroduceerd in een artikel van Yerkes en Morgulis. Watson vond conditionering zeer interessant voor de behandeling van psychiatrische patiënten. Met William James werd hij vanaf ongeveer 1915 een aanhanger van de reflexleer en streefde naar een wetenschappelijke aanpak van problemen. Watson bleef zich tot het einde uitsluitend beroepen op het beperkte model van klassieke conditionering, hoewel er reeds duidelijke voorlopers van de operante conditionering waren; met name Thorndike had hierover reeds uitgebreid onderzoek verricht. Watson herleidde zowat alle aspecten van het leren tot een beperkt aantal reflexen en stimulussubstitutie: de geconditioneerde stimulus komt in de plaats van de oorspronkelijke ongeconditioneerde stimulus. Tegelijk is het zo dat Watson de termen stimulus en respons zeer breed interpreteerde: een architectenopleiding kon voor hem een stimulus zijn en een gebouw ontwerpen een respons. Waarom hij zich beperkte tot dit model, is niet helemaal duidelijk. Watson kende Thorndike goed en had zelfs plannen voor samenwerking. Enkele elementen kunnen hiertoe hebben bijgedragen. Thorndike beschreef zijn Wet van het effect (Law of effect) in termen van "satisfying" en "dissatisfying", wat voor Watson te mentalistisch kon zijn en te weinig spaarzaam. Watson was tegen een teleologische (toekomstgerichte) en molaire denken en wou analyses op zogenaamd moleculair niveau (kleinere eenheden van analyse, te herleiden tot reflexen of kleine bewegingen).
Watson schreef heel wat artikels en meerdere boeken over het behaviorisme. Hij was zeer radicaal in zijn opvattingen. Zo was hij ervan overtuigd dat haast alle persoonskenmerken aan te leren zijn. Bekend in dit verband is zijn uitspraak: "Give me a dozen healthy infants, well-formed, and my own specified world to bring them up in and I'll guarantee to take any one at random and train him to become any type of specialist I might select - doctor, lawyer, artist, merchant-chief, and yes, even beggarman and thief, regardless of his penchants, tendencies, abilities, vocations, and race of his ancestors". Deze zin werd wel gevolgd door het relativerende: "I know I'm going beyond my facts and I admit it, but so have the advocates of the contrary and they have been doing it for many thousands of years". Van 1922 tot 1926 gaf hij een lessenreeks over het behaviorisme aan The New School for Social Research te New York. Het boek Behaviorism (waaruit vorige citaten) was bedoeld als cursus hiervoor. Hij behandelde er zeer uiteenlopende onderwerpen in, waaronder het omgaan met criminelen. De opvang hiervan wou hij overlaten aan behavioristen om hen te trainen, les te geven en te socialiseren als voorbereiding op de terugkeer naar de maatschappij. Als dit niet lukte, pleitte hij voor een strenge aanpak met verplichte zware arbeid. Hij bleef ook deelnemen aan congressen. Een bekend debat was dat tussen John Watson en William McDougall (een beroemd psycholoog en tegenstander van het behaviorisme) in 1924 in Washington.

## Baby's en jonge kinderen
Een van de domeinen waarop Watson naam maakte, had betrekking op baby's en jonge kinderen. Enerzijds was er belangrijk wetenschappelijk onderzoek rond emoties, anderzijds hield hij zich bezig met opvoedkundige adviezen. Dit bleef zijn belangrijkste interessegebied omdat volgens hem een individu gevormd wordt in die fase. Hierrond werkte hij veel samen met Rosalie Rayner.

### Emotie-onderzoek
Samen met Morgan onderzocht Watson emoties bij baby's en kwam tot de conclusie dat er drie aangeboren emoties zijn: liefde, woede en vrees. Hierin volgde hij gedeeltelijk William James, die echter verdriet vooraan plaatste. Voor Watson en Morgan was verdriet een reactieve toestand, verbonden met (het verlies van) liefde en geen te onderscheiden basisemotie. Emoties zijn volgens hem gedrag en kunnen zich dus ontwikkelen door conditionering. Alleen de drie basisemoties zijn genetisch bepaald. Hij wou deze emoties volledig beschrijven in termen van situaties (de uitlokkende factoren) en responsen (zowel lichamelijke als gedragsmatige).
Het bekendste onderzoek in dit kader is dat rond Little Albert, dat reeds in 1920 werd gepubliceerd. Via conditionering ontwikkelde de kleine Albert een angst eerst voor een rat en vervolgens voor een konijn, een hond en andere harige objecten. Watson superviseerde ook het angstonderzoek bij kinderen door Mary Cover Jones. De casus van Peter werd hierin eveneens bekend. Bij Peter werd na de angstinductie een deconditionering voorzien; dit was een vroege voorloper van de systematische desensitisatie.

### Opvoeding
Watsons eerste artikel over de opvoeding van kinderen verscheen in 1922 in de New York Sunday Magazine, zijn laatste in 1929 in Liberty (zie onderaan bij publicaties in de populaire pers).
Samen met zijn vrouw ontwikkelde Watson een extreme visie op de opvoeding van kinderen. Een aantal van hun adviezen waren preventief: zorgen voor een niet-bedreigende woonomgeving om negatieve emotionele reacties van de kinderen te voorkomen, vermijden van plotse, luide geluiden en voorwerpen die hen konden kwetsen, bevorderen van de onafhankelijkheid van de kinderen. Om wangedrag te voorkomen raadden ze aan de kinderen bezig te houden tijdens de dag. Als er toch ongewenst gedrag gesteld werd, kon er milde straf gegeven worden, die niet verder ging dan het op de vingers tikken met een potlood. Straf werd doorgaans niet aanbevolen. Verder pleitten ze voor het volgen van vaste dagelijkse routines in verband met slapen, eten en speeltijd, zodat de kinderen gezonde gewoonten konden ontwikkelen. Het meest controversieel waren de adviezen over liefde en affectie. Hierbij stelde hij onder meer dat emotionele binding met kinderen moet vermeden worden en raadde hij af om kinderen te knuffelen en kussen. De redenering hier achter was dat het te veel vertroetelen van kinderen voor problemen kon zorgen op volwassen leeftijd. Om kinderen verder onafhankelijk te maken van de liefde en affectie van bepaalde volwassenen, raadde hij aan om regelmatig verschillende kinderverzorgsters in huis te halen en de kinderen tijdens de dag in een omheinde tuin te plaatsen, zodat ze leerden om hun eigen problemen aan te pakken. Eventueel mochten ouders onopvallend toezicht houden, zonder dat de kinderen dit merkten. Later wijzigde hij zijn opvattingen hierover en schreef dat hij zijn vroegere adviezen betreurde. Aansluitend hierbij gaf hij ook toe sociale factoren over het hoofd te hebben gezien, onder meer bij de opvoeding van zijn eigen kinderen.

## Evoluties in het denken van Watson
Op een aantal domeinen zijn evoluties in het denken van Watson merkbaar.

### Continuïteit tussen mens en dier
Aanvankelijk was Watson overtuigd van de continuïteit der soorten en van de relevantie van dieronderzoek voor kennis over de mens. Rond 1916-1918 wijzigde hij zijn opvattingen hierover grondig. Vanaf 1916 wijdde hij zich exclusief aan onderzoek bij mensen. Zijn laatste artikel over onderzoek bij dieren dateert van 1917. Later stelde hij uitdrukkelijk dat dieronderzoek geleerd had dat het generaliseren van bevindingen bij lagere diersoorten naar de mens niet betrouwbaar is. Een essentieel kwalitatief verschil tussen mens en dier was volgens hem de taal.

### Omgevingsinvloed
Ongeveer gelijklopend met vorige evolutie, wijzigde ook de opvattingen van Watson over in hoeverre gedrag aangeboren, dan wel aangeleerd is (het nature-nurture-debat). Tot ongeveer 1917 was hield hij er een gematigde mening op na: erfelijkheid, in de vorm van instincten zouden grotendeels onze keuze van partners, bezigheden en ontspanning bepalen. Vanaf 1915 werd Watson een grote aanhanger van conditioneringsonderzoek, zodat hij zijn toespraak als nieuwe voorzitter van de American Psychological Association volledig hieraan wijdde. Zijn laatste dieronderzoek was reeds een test van de conditioneringstheorie. In een ander artikel uit 1917 schreef hij dat zowat alle gedrag van mensen bepaald was door de omgeving, in tegenstelling tot diergedrag, dat grotendeels afhing van erfelijke instincten. Anderzijds schreef hij in de conclusie van Psychology from the standpoint of a behaviorist uit 1919 nog over iemands persoonlijkheid: "Our personality is thus the result of what we start with and what we have lived through. It is the "reaction mass" as a whole. The largest component of the mass if we are normal consists of clean-cut and definite habit systems, instincts which have yielded to social control and emotions which have been tempered and modifie by the hard knocks received in the school of reality" (p. 420). Hierin voorzag hij nog steeds een duidelijke rol voor aangeboren instincten in de ontwikkeling van de persoonlijkheid. In Behaviorism uit 1924 nam hij wel een extreme omgevingspositie in. Waarom Watson zo'n extreme positie ging innemen, is niet helemaal duidelijk. Het ontdekken van de conditioneringsprincipes speelden zeker een grote rol: deze boden een mogelijke verklaring voor zeer veel gedrag. Anderzijds wilde Watson ook in de publieke belangstelling blijven en wist hij dat extremere standpunten meer aandacht trokken, waardoor hij een aantal stellingen mogelijk scherper formuleerde. Een andere reden is mogelijk te vinden in de sociaal-politiek-wetenschappelijke context van zijn tijd. Watson streefde naar sociale verandering op wetenschappelijke basis. In de jaren 20 van de 20e eeuw kende de eugenetica in de Verenigde Staten een hoogtepunt. Watson was hiervan een uitgesproken tegenstander. Zo ging hij spreken voor de "Progressive mental hygiene movement", die zich volledig kantte tegen de eugenetica. Watsons uitspraak over de "dozen healthy infants" (zie hoger onder "Behaviorisme") is mogelijk te kaderen als een stellingname tegen de eugenetische opvattingen die ook armoede en criminaliteit vanuit erfelijkheid gingen verklaren.

### Psychoanalyse
Omstreeks 1910 leerde Watson de psychoanalyse kennen en aanvankelijk stond hij er vrij positief tegenover. In zijn autobiografie gaf hij aan dat een angstaanval tijdens de voorbereiding van zijn doctoraat hem een groot deel van Freuds theorieën deed aanvaarden. In eerste instantie (tussen 1912 en 1916) probeerde Watson de psychoanalyse te verklaren in termen van "habit" ("gewoonte", een oude term voor "leren" of "patroonvorming"). Hij pleitte wel voor objectief onderzoek en een begrip als het onbewuste paste daar niet in. Dit begrip werd dan ook verworpen. Vanaf 1916 ging Watson de psychoanalytische begrippen verklaren vanuit klassieke conditionering. Hij droeg ook bij aan de bredere bekendmaking van de psychoanalyse via enkele populairwetenschappelijke artikels. Watson beschouwde het begrip "overdracht" als het belangrijkste in de psychoanalyse. Hij interpreteerde dit breder dan enkel de overdracht in een therapeutische relatie en volgde hierin de definitie van Jones, die het zag als een verschuiving van affect van het ene idee naar een ander. Voor Watson waren dit geconditioneerde emotionele reflexen. Hij werd ook stelselmatig kritischer tegenover de psychoanalyse. Reeds in 1917 stelde hij dat alleen het begrip "overdracht" waardevol was en dat andere begrippen zouden verdwijnen: "... the one thing which will stand out as distinctly Freudian will be their utilization of the principle of Uebertragung. ... The whole group of concepts - the 'unconsious', 'repression', 'sublimation', etc., will soon pass into the limbo of yesterday." In het Little-Albert-artikel van 1920 schreef hij spottend dat Freudianen twintig jaar later bij Albert waarschijnlijk een droom zouden vinden die volgens hun analyse zou aantonen dat Albert op driejarige leeftijd met het schaamhaar van zijn moeder probeerde te spelen, waarop zijn moeder hem agressief had uitgescholden. In 1924 noemde hij psychoanalyse "voodooism".

## Reacties op Watson
In de loop der jaren werd zeer uiteenlopende reacties gegeven op de ideeën van Watson, zowel positieve als negatieve. Ook in de 21e eeuw zijn de beoordelingen nog steeds erg gemengd. Daarnaast ontstond een geruchtencircuit, soms uitgelokt of versterkt door Watsons controversiële stellingnames.

### Negatieve kritiek
- Watson evolueerde naar een extreme visie op de invloed van de omgeving, waarin hij erfelijkheid minimaliseerde. Dit leidde tot kritiek over het negeren van wetenschappelijke bewijs.[35] Tegelijk kwam er vanuit extreem-behavioristische hoek de omgekeerde kritiek: Watson gaf erfelijkheid nog een rol in zijn denken. Zing-Yang Kuo noemde hem daarom maar een halve behaviorist.
- Zijn overstap naar de reclamewereld werd gezien als het verkopen of misbruiken van het behaviorisme ten voordele van de industrie. Hij zou consumenten trachten te beïnvloeden door in te spelen op emoties, in plaats van op rationeel denken.
- Een aantal uitlatingen van Watson over de opvoeding van kinderen werden en worden als buitensporig beschreven en leidden tot verontwaardiging. Het betreft met name zijn aanbeveling om kinderen niet te kussen en knuffelen, maar 's morgens bijvoorbeeld een hand te geven om ze niet te verwennen. Om misbruik te vermijden raadde hij ook aan om niet te reageren als kinderen 's nachts wenen. Hoewel hij later terugkwam om deze ideeën, bleven deze hem achtervolgen. Toch stond Watson in zijn tijd niet alleen met dergelijke adviezen: enkele andere auteurs raadden aan om niet met kleine kinderen te spelen of op te letten met affectie.[36] De meerderheid van de auteurs en handboeken gaven echter ook toen een heel ander, positiever advies.
- In zijn artikels in de populaire pers verspreidde Watson zeer conservatieve ideeën (bijvoorbeeld over de positie van vrouwen), terwijl hij kritiek gaf op moeders en suffragettes. Hij was hierbij soms zeer seksistisch en beschreef vrouwen als "mannenjagers". Een ander bekritiseerd aspect van zijn conservatisme betreft de strenge aanpak van criminelen als training in functie van resocialisatie mislukte: Watson pleitte initieel om hen 16 uur per dag zware arbeid op te leggen, wat hij kort nadien herleidde tot 12 uur, wat evenwel ook in die tijd nog steeds zeer veel was.
- Schijnbaar in tegenspraak met vorige kritiek, was Watson zeer kritisch tegenover het klassieke gezinsleven, waarin hij veel problemen zag en pleitte hij voor het makkelijker maken om te scheiden. Dit leverde hem dan weer kritiek op vanwege het conservatievere Amerika.
- Burrhus Skinner noemde de stellingname van Watson een strategische fout: het te veel nadruk leggen op het leren en te weinig op biologische aspecten, te veel willen verklaren op basis van te weinig principes, te veel nadruk op reflexen als basismechanismen, het gelijkstellen van mens en dier en zijn positivistisch standpunt.
- In de 21e eeuw blijft er veel kritiek op een aantal stellingnames van Watson.[37] Het moderne behaviorisme zou zowel methodologisch als empirisch en conceptueel weinig aan Watson te danken hebben en zou zelfs beter af geweest zijn zonder Watson. Een aantal opvattingen van Watson, zowel in zijn manifest als elders, zijn zo vreemd dat ze moeilijk ernstig te nemen zijn en vooral bedoeld lijken om aandacht te trekken. Zijn oproep om zich vooral op gedrag te richten, was niet nieuw. Meerdere psychologen namen al afstand van de introspectie. De invloed van Watson in zijn tijd was bovendien erg beperkt. In de jaren 1920 waren er nog steeds maar een handvol volgelingen van Watsons behaviorisme.
- Watson verklaarde alles vanuit klassieke conditionering, maar een aantal van zijn onderzoeken waren meer illustraties van operante conditionering, bijvoorbeeld wanneer hij kinderen verbaal wilde leren reageren.
- Een van de grootste bezwaren was zijn grote nadruk op S-R-psychologie: als de situatie bekend is, kan de respons voorspeld worden. Dit zorgde voor nog steeds aanwezige vooroordelen tegenover het behaviorisme dat alleen stimulus-reactie zou zijn.

### Positieve kritiek
- Enkele bekende psychologen uit zijn tijd, Titchener (die nochtans kritiek kreeg in de tekst) en Thorndike, gaven reeds snel positieve reacties op de stellingname van Watson in zijn manifest.
- De overtuiging dat de omgeving sterke invloed had en zo kon georganiseerd worden dat die positieve effecten kon hebben op de ontwikkeling van personen, werd zeer positief onthaald in Amerika.
- Ondanks negatieve opmerkingen wordt het werk van Watson in de 21e eeuw doorgaans als erg belangrijk beoordeeld voor de evolutie van de psychologie in de 20e eeuw. En, ook al waren veel stellingen van hem niet helemaal nieuw, hij gaf de stroming in ieder geval een naam.

### Geruchten
Naast kritiek op de opvattingen van Watson ontstonden er allerlei geruchten over zijn handelen en levensstijl, hoofdzakelijk seksueel gekleurd. Het is niet duidelijk in welke mate deze geruchten op feiten gebaseerd zijn. Watson zou op het einde van zijn leven zijn hele archief met correspondentie, nota's en manuscripten verbrand hebben, zodat een aantal zaken vermoedelijk niet meer kunnen achterhaald worden.
John Watson en zijn vrouw Rosalie Rayner pasten conditioneringsprincipes toe op hun eigen kinderen. Ze zouden hierbij ook hun reacties op seksuele contacten tussen de ouders hebben onderzocht. Watson verwees hier zelf naar in zijn boek Behaviorism van 1930; zo schreef hij dat zijn zoon Jimmie op de leeftijd van 11 maanden niet jaloers was als hij Watson en Rayner elkaar zag omhelzen of de liefde zag bedrijven. Hoe ver ze hierbij gingen, is niet duidelijk.
Watson zou ook een voorstander geweest zijn van de vrije liefde. Hij had meerdere buitenechtelijke relaties (waaronder aanvankelijk de reële relatie met Rosalie Rayner) en zou "wilde feestjes" gefrequenteerd hebben. In zijn werken spreekt Watson zich evenwel uit als tegenstander van vrije liefde. Zijn stoppen met lesgeven aan The New School for Social Research in 1926 zou te maken hebben met seksueel wangedrag. Enkele commentaren zouden dit bevestigen, maar de zaak zou in stilte geregeld zijn.
Het bekendste gerucht is dat Watson fysiologische metingen zou hebben gedaan tijdens seksuele contacten met zijn vrouw. De bron van dit gerucht is bekend: een psychologisch handboek van James McConnell uit 1974. Het gerucht werd snel overgenomen in een aantal psychologische handboeken. Historisch onderzoek toonde echter aan dat er geen enkele aanwijzing is die dit gerucht kon staven. Watson onderhield met een aantal mensen een uitgebreide correspondentie, waarin hij zeer open was over zijn ideeën en ook seksuele ervaringen. Nergens bleek een spoor te bekennen van deze geruchten. Hoewel dit gerucht sinds de jaren 1990 terug geschrapt werd uit de handboeken, blijft het soms in artikels terug opduiken.

## Vooraanstaande functies en erkenning
- In 1909 werd hij hoofdredacteur van het tijdschrift Psychological Review;
- In 1915 werd Watson voorzitter van de American Psychological Association.[40] Bij zijn aantreden gaf hij een lezing over de geconditioneerde reflex;[29]
- In 1916 was hij medeoprichter en eerste hoofdredacteur van het tijdschrift Journal of Experimental Psychology;
- In 1957, een jaar voor zijn dood, kreeg hij van de American Psychological Association een gouden medaille voor zijn bijdragen aan de psychologie;
- Na zijn dood verschenen verschillende boeken over Watson, tal van tijdschriftartikels en themanummers.[41]

## Publicaties
John Watson schreef heel wat belangrijke wetenschappelijke artikels en boeken, maar publiceerde ook veel in populaire tijdschriften, waardoor zijn ideeën snel de weg vonden naar het grote publiek: voor 1913 had hij reeds zes artikels geschreven in de populaire pers. Zijn twee laatste artikels in een wetenschappelijk tijdschrift dateren van 1924 en verschenen in Psychological Review. In 1936 schreef hij zijn autobiografie.

### Wetenschappelijk werk
Enkele belangrijke wetenschappelijke publicaties:

#### Boeken
- Animal education: An experimental study of the psychical development of the white rat, correlated with the growth of its nervous system (1903): uitgave in boekvorm van zijn doctoraatsthesis en meteen zijn eerste wetenschappelijke publicatie;[4]
- Behavior: An introduction to comparative psychology (1914): eerste boek na zijn doctoraatsthesis (door sommigen wordt dit als zijn eerste boek beschouwd).[43] Het boek is de bundeling van acht lezingen die hij op uitnodiging van James McKeen Cattell gaf aan de Columbia-universiteit in 1913;
- Psychology from the standpoint of a behaviorist (1919);[44]
- Behaviorism (1924 en 1925; herwerkte uitgave in 1930): hierin onderstreepte hij in extreme mate de omgevingsinvloed;[34]
- Psychological care of the infant and child (1928, samen met Rosalie Rayner Watson): zeer populair en controversieel boek over opvoeding, grotendeels gebaseerd op zijn bijdragen over opvoeding in de populaire magazines McCall's en Cosmopolitan;

#### Tijdschriftartikels
- Orientation in the white rat (1908, samen met Carr), Journal of Comparative Neurology and Psychology, 18, 27-44: het zogenaamde "kerplunk-experiment";[5]
- Psychology as the behaviorist views it (1913), Psychological Review, 20, 158-177: het eerste behavioristische manifest.[11] Het artikel was de neerslag van een lezing die hij  gaf aan de Columbia-universiteit in 1913. Het was de eerste lezing in een reeks van acht. Samen werden ze gebundeld in het boek "Behavior: An introduction to comparative psychology";
- The effect of delayed feeding upon learning (1917), Psychobiology, 1, 51-59: laatste publicatie van dieronderzoek, een test van het conditioneringsmodel;[30]
- Emotional reactions and psychological experimentation (1917, samen met Morgan), The American Journal of Psychology, 28, 163-174: eerste artikel waarin hij het bijna uitsluitend aangeleerd zijn van menselijk gedrag onderstreept;[22]
- The unverbalized in human behavior (1924), Psychological Review, 31, 273-280: artikel behandelt het onbewuste, dat omschreven wordt als niet-geverbaliseerde gedragingen;
- The place of kinaesthetic and laryngeal organization in thinking (1924), Psychological Review, 31, 339-347: laatste wetenschappelijk artikel van Watson, waarin hij zijn theorie over het denken aanpaste en het denken niet alleen meer beschouwde als subvocale spraak, maar uitbreidde naar de impliciete motorische en emotionele organisatie.

### Niet-wetenschappelijke en populaire pers
In de jaren 1920 en begin 1930 werd Watson een veelgevraagd schrijver in populaire tijdschriften zoals Cosmopolitan, McCall's Magazine, Collier's en Harper's Magazine (zijn bijdragen in dit laatste tijdschrift werden in 1928 in boekvorm uitgegeven als The ways of behaviorism). Hij verkondigde er zijn behavioristische opvattingen op een vereenvoudigde wijze aan het grote publiek en was hiermee een van de eersten die zich toelegde op de populaire psychologie. Deze publicaties hadden dan ook de sterkste maatschappelijke invloed. Door krasse en soms choquerende uitspraken wist hij veel aandacht te trekken, maar vergrootte hij tegelijk de kloof met de academische wereld. Hij werd ook steeds kritischer en pessimistischer over de sociale, politieke, academische en religieuze instellingen. Zijn laatste artikel, "Why I don't commit suicide", werd dan ook geweigerd door meerdere tijdschriften en raakte niet meer gepubliceerd. Het artikel was een verslag van zijn allerlaatste onderzoek. In 1933 stuurde hij naar studenten, vrienden en collega's een brief waarin hij een populair artikel aankondigde voor Cosmopolitan over de redenen waarom mensen geen zelfmoord plegen in de moeilijke tijd van toen, vol werkloosheid en weinig aantrekkelijke vooruitzichten voor de jeugd. Hij vroeg hun om in 50 woorden weer te geven waarom ze geen zelfmoord pleegden. Hij kreeg hierop 283 reacties, waaronder heel wat zwaarmoedige, die hij verwerkte in het artikel. Pas in 2014 werd het artikel uiteindelijk gepubliceerd in een Spaanstalig tijdschrift.
Enkele controversiële of belangwekkende artikels in populaire magazines:
- Can science determine your baby's career before it can talk? (1922, New York Sunday Magazine): Watsons eerste artikel over opvoeding;
- The weakness of women (1927, The Nation);[45]
- Men won't marry fifty years from now (1929, Hearst's International Cosmopolitan): hierin beschrijft hij vrouwen onder meer als mannenjagers;
- Should a child have more than one mother? (1929, Liberty Magazine): hierin beschrijft hij een utopische samenleving, gebaseerd op wetenschappelijke principes en vrij van ideologie, religie en politiek. In deze samenleving weten moeders niet wie hun kinderen zijn; kinderen veranderen om de vier weken van gezin, zodat ze uiteindelijk bij 260 verschillende moeders hebben verbleven. Vrouwen hebben hierin vooral huishoudelijke opdrachten, terwijl mannen de belangrijkste maatschappelijke verantwoordelijkheden krijgen. Dit was Watsons laatste artikel over opvoeding.

Tijdens zijn werk in de reclamewereld publiceerde hij artikels in daaraan verbonden niet-wetenschappelijke tijdschriften:
- Personality and the choice of personnel (II). The behaviorist looks at personality (1927, The J. Walter Thompson News Bulletin);[46]
- Personality and the choice of personnel (III). Can psychology help in the selection of personnel? (1927, The J. Walter Thompson News Bulletin).[47]

- Bibsys: 90126112
- Biblioteca Nacional de España: XX1237705
- Bibliothèque nationale de France: cb12401619f (data)
- Catàleg d'autoritats de noms i títols de Catalunya: 981058523441406706
- CiNii: DA01053986
- Gemeinsame Normdatei: 118629476
- International Standard Name Identifier: 0000 0001 0869 0139
- Library of Congress Control Number: n79110514
- Nationale Bibliotheek van Letland: 000055863
- Bibliotheek van het Japanse parlement: 00460285
- Nationale Bibliotheek van Tsjechië: jn20000701938
- Nationale bibliotheek van Australië: 35594170
- Nationale Bibliotheek van Israël: 987007274828405171
- Nationale Bibliotheek van Polen: a0000001112506
- Nationale en Universitaire bibliotheek Zagreb: 000780381
- Nederlandse Thesaurus van Auteursnamen: 068422040
- Istituto Centrale per il Catalogo Unico: CFIV046004
- SNAC: w6j965f2
- Système universitaire de documentation: 033117543
- Trove: 1008042
- Virtual International Authority File: 9933786
- WorldCat: E39PBJp64Y8KVYdmQw4TqxTfv3